# Cyber Seduction: His Secret Life
Cyber Seduction: His Secret Life (Nederlands: Cyberverleiding: Zijn geheime leven) is een Amerikaanse televisiefilm uit 2005 over een jongen die verslaafd raakt aan internetpornografie.

## Verhaal
Justin is een middelbare scholier die dankzij zijn zwemtalent een grote kans heeft op de universiteit te raken. Hij heeft een sterke relatie met zijn religieus ingestelde vriendin Amy. Op een avond krijgt hij de link naar de website van Monica, een leerlinge die enkele jaren hoger zit, door. Op die site zijn licht pornografische beelden van Monica te zien. Vanaf dan bezoekt Justin steeds vaker pornografische websites. Hij wordt betrapt door zijn moeder, maar zijn vader vindt dat normaal voor een tienerjongen. Justins zwem- en schoolprestaties gaan achteruit, hij komt in conflict met zijn moeder die ervan overtuigd is dat hij verslaafd is en hij vervreemd van Amy met wie het uiteindelijk uitraakt. Intussen heeft ook Monica interesse in Justin en hij laat zich bijna door haar verleiden. Als hij haar toch afwijst zorgt ze ervoor dat vrienden van haar Justin in elkaar slaan. Ten slotte onderkent Justin zijn verslaving.

## Rolbezetting
| Acteur         | Personage       | Opmerkingen                                                                                                  |
| -------------- | --------------- | --- |
| Jeremy Sumpter | Justin Petersen | Schooljongen en zwemkampioen die verslaafd raakt aan internetporno.                                          |
| Kelly Lynch    | Diane Petersen  | Justins moeder die vroeger zelf zwemkampioene was en de verslaving ontdekt.                                  |
| Lyndsy Fonseca | Amy             | Justins religieuze vriendin die van hem vervreemd.                                                           |
| Jake Scott     | Alex Peterson   | Justins vader die de verslaving eerst toeschrijft aan de puberteit.                                          |
| Nicole Dicker  | Monica          | Oudere schoolgenote van Justin die een website met pornografische inhoud heeft en interesse in Justin heeft. |

## Prijzen en nominaties
De film werd genomineerd voor twee prijzen:
- Young Artist Awards 2006:
  - Beste prestatie in een tv-film, miniserie of special (komedie of drama) – hoofdrol jonge acteur voor Jeremy Sumpter.
  - Beste prestatie in een tv-film, miniserie of special – bijrol jonge acteur voor Jake Scott.